# 金子ひらく
金子 ひらく（かねこ ひらく、本名：金子 拓（読み同じ））は、日本のアニメーター、キャラクターデザイナー、アニメーション監督。
本名や別名義のゆっけ兄（ゆっけあに）を使うこともある。

## 経歴
女性キャラクターを設定より豊満に、もしくは筋肉質に描く絵柄と、その存在感にこだわる動かし方（特に巨乳）で知られる。これらは、金子本人が木村貴宏やうのまことに強く影響を受けたもの。2人のキャラクターデザイン担当作品（『神魂合体ゴーダンナー!!』や『ウィッチブレイド』など）へ参加した際には、それがより明確に現れている。。
2010年には、テレビアニメ『聖痕のクェイサー』で初監督を務めた。2011年には、第2期『聖痕のクェイサーII』でも引き続き監督を務める。

## 主な参加作品

### テレビアニメ
2000年
- 銀装騎攻オーディアン（原画）

2001年
- ジーンシャフト（原画）

2002年
- アクエリアンエイジ Sign for Evolution（作画監督）
- G-onらいだーす（キーアニメーター）

2003年
- 宇宙のステルヴィア（原画）
- 神魂合体ゴーダンナー!!（作画監督、作画監督協力、原画）
- プラネテス（原画）
- R.O.D -THE TV-（作画監督）

2004年
- NARUTO -ナルト-（原画）
- 爆裂天使（作画監督、原画）

2005年
- 灼眼のシャナ（作画監督、OP2原画）
- SPEED GRAPHER（オープニングアニメーション原画）
- かみちゅ!（作画監督、作画監督協力、原画）
- 極上生徒会（オープニングアニメーション原画）
- おねがいマイメロディ（作画監督、原画）

2006年
- ウィッチブレイド（作画監督、原画）
- 錬金3級 まじかる?ぽか〜ん（ゲストキャラクターデザイン、作画監督、原画）
- ハチミツとクローバー（作画監督補佐、原画）
- 攻殻機動隊 STAND ALONE COMPLEX Solid State Society（原画）

2007年
- ドラゴノーツ -ザ・レゾナンス-（作画監督、原画）

2008年
- RD 潜脳調査室（作画監督、原画、オープニングアニメーション原画）
- 鉄のラインバレル（原画）

2010年
- 聖痕のクェイサー（監督）

2011年
- べるぜバブ（OP原画）
- 聖痕のクェイサーII（監督）
- 魔乳秘剣帖（監督）

2012年
- クイーンズブレイド リベリオン（原画）

2013年
- ビビッドレッド・オペレーション（原画）

2014年
- マケン姫っ!通（監督）

2015年
- VALKYRIE DRIVE -MERMAID-（監督、キャラクターデザイン）

2017年
- 徒然チルドレン（監督、絵コンテ）

2018年
- 刀使ノ巫女（オープニングアニメーション絵コンテ・演出）

2019年
- なんでここに先生が!?（総監督）
- 神田川JET GIRLS（監督、絵コンテ）

2022年
- 不徳のギルド（キャラクターデザイン）

### 一般OVA
- 勇者王ガオガイガーFINAL（原画）
- エイケン（原画）
- 東京マーブルチョコレート（原画）
- クイーンズブレイド 美しき闘士たち（ED3原画）
- カガクなヤツら（監督・おっぱいヘルパー）
- 七つの大罪（監督・キャラクターデザイン） ※未制作

### アダルトアニメ
- それゆけまりんちゃん（作画監督）
- ランジェリーズ（原画）
- パンチラティーチャー（作画監督）
- ペットライフ テンゴロ編（キャラクターデザイン・総作画監督）
- 母娘丼　おっぱい特盛母乳汁だくで（監督・キャラクターデザイン）
- ヴィクトリアメイド マリアの奉仕（監督・キャラクターデザイン・総作画監督）
- OVA ツンプリ（監督・キャラクターデザイン・総作画監督・絵コンテ）

### アダルトゲーム
- LOVERS 〜恋に落ちたら…〜（作画監督協力）

### その他
- クイーンズブレイド（イラストデザイン、キャラクターデザイン）